# Romano I de Moldavia
Romano I de Moldavia, también llamado Roman Mușat (f. 1394), fue un príncipe de Moldavia, tras la muerte de su hermano Pedro II. Ascendió al trono en algún momento entre diciembre de 1391 y marzo de 1392 y gobernó hasta marzo de 1394. Era hijo del voivoda Costea y Margareta Mușata.

## Biografía

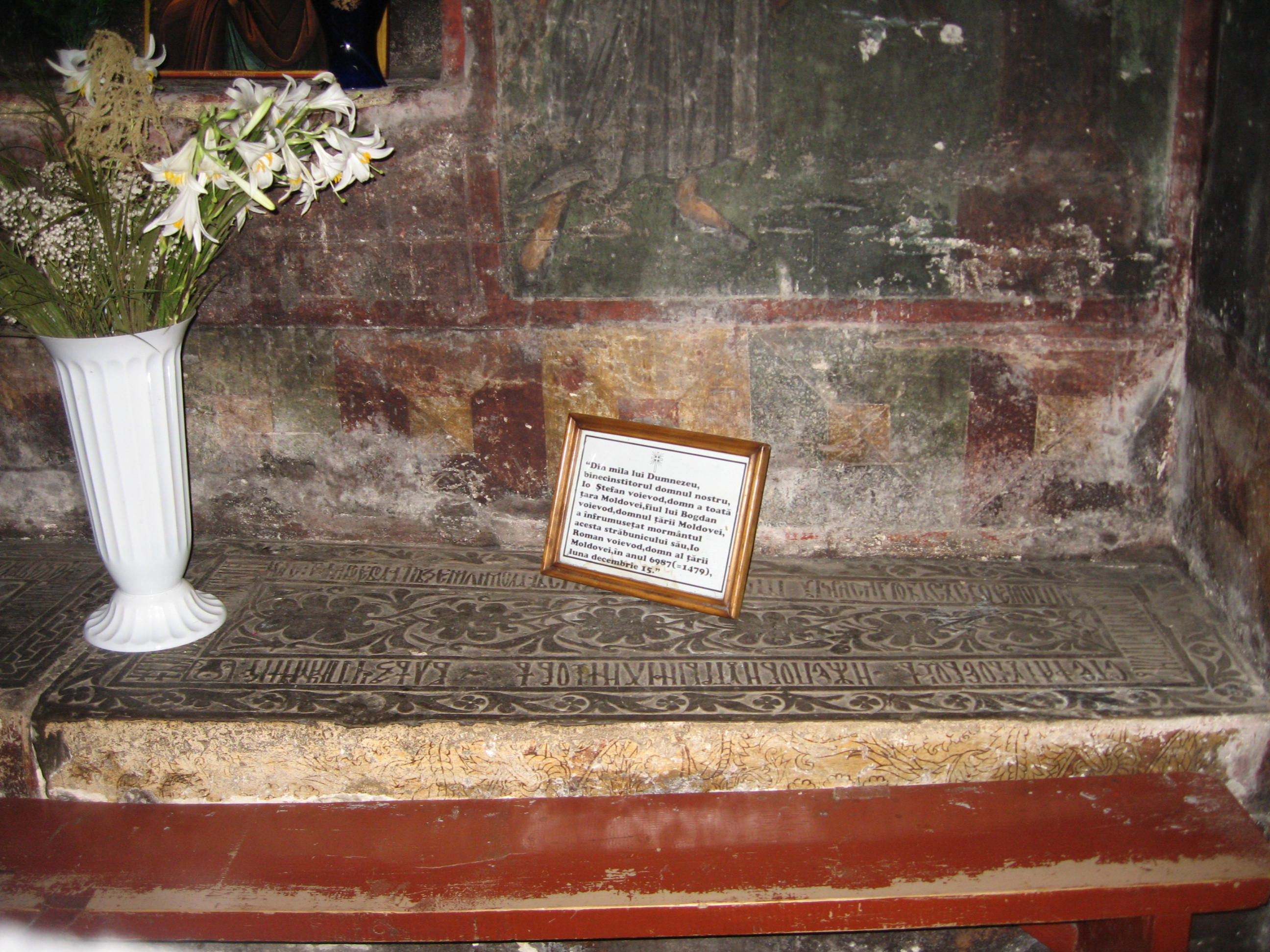
Tumba de Roman I en el monasterio Bogdana.

Romano I reconoció la soberanía del rey de Polonia, como la había reconocido por primera vez su hermano Pedro II (1387). En 1393 ayudó al príncipe de Podolia Teodor Koriatovich contra el duque Vitautas de Lituania, en su lucha por la fortaleza de Kamianets-Podilski y el territorio circundante. Al ser derrotado (en Brátslav), Teodor Koriatovich se refugió en Hungría, y Romano I pronto perdió su reinado y fue reemplazado por su hijo, Esteban I. Algunos investigadores dicen que Romano I fundó la ciudad en Moldavia que lleva su nombre. Está enterrado en el Monasterio Bogdana en Rădăuți.
En los documentos dejados por Romano I se puede observar el título que utilizó, y que no había sido utilizado por ninguno de sus predecesores: "El gran y único gobernante, por la misericordia de Dios, Io voivoda Roman que gobierna el país de Moldavia de la montaña al mar". El uso de este título nos muestra que el proceso de unificación de los principados en el territorio de Moldavia había terminado. Es más, la insistencia de su uso en documentos justifica la opinión de que quien logró esta unión fue Romano I. El 5 de enero de 1393, Romano I utilizó el título: "Nosotros, Romano, voivoda de Moldavia y heredero (gobernante) de toda Valaquia desde las montañas hasta la orilla del mar".
Uno de los documentos más antiguos de Moldavia es el Uricul lui Roman I de 1392, por el cual el voivoda, junto con sus hijos Alexandru y Bogdan, entregan a Ivănuș el Valiente tres pueblos en Siret "por su fiel servicio". La escritura está escrita en eslavo, sobre pergamino, con un sello de cera y un cordón de seda rojo.